# Perdu d'avance
Albums de Orelsan
Le Chant des Sirènes
(2011)
Singles
1. Changement
Sortie : 22 février 2008
2. No Life
Sortie : 18 décembre 2008
3. Différent
Sortie : 10 avril 2009
4. Soirée ratée
Sortie : 13 juillet 2009
5. Peur de l'échec
Sortie : 6 décembre 2009

Perdu d'avance est le premier album studio du rappeur français Orelsan, sorti en 2009 sous le label 3e bureau,,et d'une durée de 61 minutes. 

## Liste des titres
Toute la musique est composée par Skread.
| No  | Titre                               | Durée |
| --- | ----------------------------------- | ----- |
| 1.  | Étoiles Invisibles                  | 04:34 |
| 2.  | Changement                          | 03:17 |
| 3.  | Soirée Ratée                        | 03:05 |
| 4.  | Différent                           | 03:44 |
| 5.  | No Life                             | 04:10 |
| 6.  | Pour le Pire                        | 03:34 |
| 7.  | Perdu D'Avance                      | 03:33 |
| 8.  | Gros Poissons Dans une Petite Mare  | 04:33 |
| 9.  | Logo Dans le Ciel                   | 03:37 |
| 10. | 50 Pourcents                        | 04:40 |
| 11. | Jimmy Punchline                     | 04:06 |
| 12. | Entre Bien et Mal (feat. Gringe)    | 04:41 |
| 13. | Courez Courez                       | 04:03 |
| 14. | La Peur de l'Échec (feat. Ron Thal) | 05:14 |
| 15. | Sous Influence (Bonus Track)        | 05:06 |

## Samples
No Life contient un sample du Concerto no 4 en fa mineur, op. 8, RV 297, « L'inverno » d'Antonio Vivaldi.

## Clips
| Titre              | Réalisateur       |
| ------------------ | ----------------- |
| Changement         | Skread            |
| No Life            | Pasquale Pagano   |
| La Peur de l'Échec | David Tomaszewski |
| Différent          | Matthieu Valluet  |
| Soirée Ratée       | Jay Veesualz      |

## Classements hebdomadaire
| Classement / pays (2009)     | Meilleure position |
| ---------------------------- | ------------------ |
| Belgique (Wallonie Ultratop) | 64                 |
| France (SNEP)                | 20                 |